# Кинеска метасеквоја
Кинеска метасеквоја  (лат. Metasequoia glyptostroboides) врста је дрвета из породице чемпреса (Cupressaceae). Листопадни је четинар. Најближи сродници су: обална секвоја и велики мамутовац. Заједно чине потпородицу Sequoioideae.
Метасеквоја је откривена у шумама Кине тек 1941. године, а до тада је била позната и описана само као фосилна врста те се веровало да је одавно изумрла.

## Опис
Има високу пирамидалну форму, кратке и меке иглице које обликују прозрачну крошњу, која због своје светлозелене боје даје контраст тамнијим четинарима. Одликује се брзим растом, па за годину дана може да нарасте и до два метра, а стабло може досећи до 35 метара висине. Главне гране су хоризонталне или лагано расту у страну с` много избојака. Кора је прво црвенкасто-смеђа и глатка, а касније постаје груба и на крају дубоко испуцала. Пупови су унакрсно распоређени на избојку и смеђи. Иглице су мекане и имају удубљење на врху. Светлозелене су боје на обе стране. Коренов састав састоји се од дубоког главног корена и бројног бочног корења, које се грана.
Кинеска метасеквоја расте у брдима у средишњој кинеској провинцији Сечуан. Расте углавном у мешовитим шумама бјелогорице и црногорице и на влажном тлу богатом минералима. Цењено је украсно дрвеће и налази се у парковима и арборетумима широм света. 